# Praying Mantis
Praying Mantis – brytyjski zespół rockowy, założony ok. 1978 r. Jest zaliczany do nurtu NWOBHM, obecnie należałoby go sklasyfikować jako melodic rock / melodic metal / twin guitar harmony.

## Historia

### Era NWOBHM – złote lata
Początki grupy sięgają pierwszej połowy lat 70. XX wieku. Wtedy to Tino Troy (właśc. Constantino Neophytou), gitarzysta grecko-hiszpańskiego pochodzenia, założył z przyjaciółmi zespół Junction. Niebawem do grupy dołączył brat Tino, Chris Troy (Christakis Neophytou), jako basista. Przez kilka lat muzycy jedynie dawali koncerty w lokalnych pubach. Aż do roku 1978, kiedy właściciel wytwórni muzycznej Soundhouse, znany rockowy dj Neal Kay zainteresował się pierwszymi nagraniami demo grupy, dopiero co przemianowanej na Praying Mantis. Niebawem trzy z nich ukazały się na singlu zatytułowanym The Soundhouse Tapes part 2, która to nazwa powinna przywodzić na myśl debiutanckiego singla Iron Maiden. Główna piosenka Captured City od razu stała się jednym ze sztandarów NWOBHM. Miejsce dla niej (w wersji nagranej na nowo) znalazło się między innymi na legendarnej składance Metal for Muthas obok takich przebojów Iron Maiden jak Sanctuary czy Wrathchild. Do dziś jest to najbardziej rozpoznawalny utwór Praying Mantis, choć nigdy nie trafił na żaden długogrający album studyjny grupy.
Lata 1980-1981 to okres największej świetności Praying Mantis. Grupa koncertowała w słynnych klubach brytyjskich i na festiwalach, odbyła także wspólną trasę z Iron Maiden. Niebawem ci ostatni zdołali „podkupić” jej inżyniera dźwięku, Douga Halla, którego zresztą zatrudniają do dziś. Po wydaniu trzech singli, w 1981 r. ukazał się pierwszy LP zespołu, zatytułowany Time Tells No Lies. W ciągu kolejnych miesięcy, grupa nagrała tyle nowych utworów, że wystarczyłoby ich na kolejny album. Problemy z menedżerami uniemożliwiły jednak intensywną działalność artystyczną co z kolei doprowadziło do bezpowrotnego przygaśnięcia sławy i rozwiązania umowy przez dotychczasowego wydawcę. Skończyło się na jednym jeszcze singlu, zaś w r. 1983 Praying Mantis rozpadła się, po czym bracia Troyowie i ówczesny wokalista, Bernie Shaw, zawiązali z perkusistą dopiero co pożegnanym przez Iron Maiden skład o nazwie Clive Burr’s Escape. W gruncie rzeczy był to wciąż ten sam zespół, na koncertach pojawiały się utwory Praying Mantis.
W 1987 r. grupa reaktywowała się na jeden koncert w składzie z roku 1983, ale nie pociągnęło to za sobą dalszych konsekwencji. Dla założyciela Tino Troya okres ten był powtórką z lat 70.: udzielał się w lokalnych pubach na koncertach różnych zespołów, m.in. cover bandzie o nazwie Paddy Goes to Holyhead (Troyowie zwiąża się z nim ponownie dekadę później.)

### Reaktywacja – sława w Japonii
Przełom nastąpił na początku lat 90. W roku 1990, z okazji 10-lecia NWOBHM bracia Troyowie i perkusista Bruce Bisland (wcześniej m.in. w Weapon) wystąpili jako Praying Mantis na 3 koncertach w Japonii. Towarzyszyli im byli członkowie... Iron Maiden: wokalista Paul Di’Anno i gitarzysta Dennis Stratton. Repertuar koncertów obejmował kompozycje obydwu zespołów, a także grupy Strattona z połowy lat 80., Lionheart. Jako że Japończycy przyjęli muzyków bardzo gorąco, postanowili oni reaktywować zespół na dobre, ze Strattonem i Bislandem w stałym składzie. Nowy album studyjny ujrzał światło dzienne już w następnym roku.
Od tej pory muzycy są w Kraju Kwitnącej Wiśni lepiej rozpoznawani niż gdziekolwiek indziej na świecie. W latach 90. tam spędzali większość czasu i dla tamtej publiczności koncertowali przede wszystkim, w Europie występując najwyżej kilka razy na rok. Znamienne jest, że jedyne dwie płyty koncertowe grupy są zapisem występów w Japonii. Zaś kilka wydawnictw w ogóle nie doczekało się wydania europejskiego (próżno szukać jakiejkolwiek płyty zespołu na półkach polskich sklepów, czy w ogóle z polskim hologramem).
Praying Mantis do dziś regularnie wydaje studyjne albumy. Podczas gdy skład instrumentalistów w obu wcieleniach zespołu był w miarę ustabilizowany, zawsze były problemy ze znalezieniem stałego wokalisty. Niemal na każdym albumie kto inny stoi za mikrofonem. Trzeba przy tym zaznaczyć, że grupa zawsze jakoś sobie radziła bez wyraźnego frontmana. W razie konieczności, funkcją tą dzielą się po trochu wszyscy gitarzyści, na co dzień wykonujący w końcu także partie chóralne. Tak było przy nagrywaniu Predator in Disguise, tak było też w latach 80., w czasie których przez zespół przewinęło się raptem dwóch typowych wokalistów (poza wspomnianym Shawem był wcześniej jeszcze niejaki Tom Jackson, który zresztą nie zagrzał miejsca na dłużej niż parę tygodni), a i to dopiero pod wpływem nacisków ze strony menedżerów. Od momentu reaktywacji było pod tym względem równie ciężko.
O dłuższej współpracy z Paulem Di’Anno nie było mowy. Osobiście przyznał on później, że jedyną jego pobudką do występowania z grupą, którą zresztą pogardzał, była nagląca konieczność zdobycia środków do życia. Trzech następnych frontmanów żegnało się z zespołem równie szybko. Doogie White został zaangażowany na potrzeby trasy promującej Predator in Disguise, ale nie brał już udziału w nowych sesjach. Na A Cry for the New World (wyprodukowanym przez Neala Kaya – tego samego, który 15 lat wcześniej pomógł zespołowi wypłynąć na powierzchnię) zaśpiewał Colin Peel. Gdy tylko jednak płyta ujrzała światło dzienne, opuścił on grupę, by występować w przedstawieniach musicalu Hair. Nowy album zespół promował mini-trasą z Markiem Thompsonem-Smithem za mikrofonem. Za jego bytności ukazał się także mini-album z dwoma starszymi i dwoma premierowymi utworami (a nawet teledysk do jednego z nich), szybko jednak okazało się, że nowy wokalista ze swoją osobowością nie za bardzo pasuje do reszty muzyków. Żaden zresztą z powyższych frontmanów nie zamierzał – przynajmniej w mniemaniu braci Troyów – wiaząć się z Praying Mantis na poważnie, traktując ją raczej jako drogę do wywindowania własnych karier. Kolejny przystanek, w osobie Gary’ego Bardena (którego zespół wypróbowywał już przy sesjach do Predator In Disguise, lecz wówczas zrezygnowano z jego udziału), być może zostałby na dłużej, jednak niebawem po nagraniu To The Power Of Ten zaczął on – według relacji Dennisa Strattona – nadużywać alkoholu. Warto tu odnotować, że w trasę koncertową z lat 1995-96 nie mógł wyruszyć kontuzjowany w tamtym czasie Bruce Bisland. Do braci Troyów jeszcze raz w historii dołączył więc na krótko Clive Burr.
Nawiązanie współpracy z Tonym O'Horą pozwoliło wreszcie wprowadzić pewną stabilizację. W niezmienionym zestawieniu personalnym zespół zdołał nagrać dwa bardzo udane albumy studyjne. W międzyczasie zorganizowano też jeden występ Praying Mantis w oryginalnym 4-osobowym składzie z czasów Time Tells No Lies. Uwieczniono go na wydawnictwie pod tytułem Metal Crusade '99 (wraz z koncertami trzech innych zespołów). W tym samym roku ukazał się (w Japonii) album Demorabilia – dwupłytowa składanka upamiętniająca złote lata zespołu, którą wypełniono niewykorzystanymi demami z tamtego okresu.

### Wiek XXI
Najstarszy stażem wokalista przyczynił się jednak do większego osłabienia drużyny: odszedł niebawem po nagraniu Nowhere To Hide, by w 2003 roku przyłączyć się do grupy Andy Scott’s Sweet, gdzie śpiewał przez kolejne 3 lata. Wraz z nim odszedł Bruce Bisland, sam związany ze Sweet nieprzerwanie od roku 1991. Następny album, The Journey Goes On, Praying Mantis nagrała więc jako trio, zatrudniając muzyków sesyjnych, w tym – po 12 latach ponownie – Doogie'ego White’a.
Po kolejnym okresie wyciszenia, zespół – już bez Dennisa Strattona – dał o sobie ponownie znać w roku 2005. Na pierwszym od dawna występie w Europie, który miał miejsce 4 listopada w klubie Astoria w Londynie, swojego głosu użyczył dość znany w muzycznym świecie Damian Wilson. Z kolei na festiwalu Headbanger w Niemczech w lipcu 2006 r. w rolę wokalisty wcielił się niejaki Mike Freeland (wtedy jeszcze członek grupy Dangerous Breed). Z początku sygnowany jako gość zespołu, Mike wszedł w jego szeregi na stałe.
W roku 2007 Praying Mantis przyjęła w swe szeregi kolegę z grupy Paddy Goes to Holyhead – gitarzystę Andy’ego Burgessa. W nowym składzie zespół powrócił do intensywnego koncertowania, głównie w Wielkiej Brytanii. Po 6 latach, przygotował też materiał na ósmą płytę studyjną, której tytuł brzmi Sanctuary. Jak zapewnia Chris Troy, nie ma on związku ze słynnym utworem Iron Maiden, co nie przeszkadza mieć nadziei, że w jakiś sposób album przyczyni się do zwiększenia sławy Praying Mantis na miarę tamtych, zwłaszcza że sporo te dwa zespoły łączy...

## Styl
Praying Mantis reprezentuje skrajnie melodyjną odmianę rocka/metalu, najczęściej porównywaną do Def Leppard. Zwłaszcza po reaktywacji w roku 1990 zespół zrezygnował z typowo metalowej formuły na rzecz mniej mocnych brzmień. Opierają się one głównie na harmonicznie zgranych gitarach o czystym, „płaczliwym” dźwięku oraz dopracowanych, czasem niemal do przesady urozmaiconych, liniach wokalnych. Z płyty na płytę śpiew jest coraz łagodniejszy, od czasów Tony’ego O'Hory wszelki krzyk pojawia się już sporadycznie. Dotyczy to zarówno jednogłosowych zwrotek, jak i partii chóralnych, które obejmują niemal wszystkie refreny, a w nielicznych przypadkach (np. The Journey Goes On) prawie cały utwór. Całość uzupełniają mniej lub bardziej dające się zaobserwować klawisze, osługiwane przez braci Troyów bądź muzyków sesyjnych.
Większość utworów utrzymana jest w średnim lub kroczącym (np. Can't Stop The Fire, Beast Within, A Moment In Life) tempie. Nie brak też spokojnych, wyciszonych ballad (Whenever I'm Lost, If Tomorrow Never Comes). Do rzadkości należą, zwłaszcza w późniejszym okresie twórczości zespołu, przypadki „ostrej jazdy” (The Day The Sun Turned Cold).
W warstwie lirycznej zespół prezentuje bardzo melancholijne oblicze. Teksty utworów najczęściej poruszają tematy przemijania, śmierci, samotności, zmagania z przeciwnościami losu, wszechobecnego zła, wyniszczenia i końca świata. Niektóre piosenki mają charakter bardzo osobisty. Tytułowy utwór z płyty Forever In Time dedykowany jest zmarłemu dwa lata wcześniej ojcu braci Troyów. Z kolei Naked – zmarłej (przy narodzinach) córce Tino.
Z rzadka podejmowany jest temat miłości (Cheated, Hold On For Love). Chris Troy, najczęstszy tekściarz zespołu, twierdzi, że „nie bardzo mu on pasuje”.

## Nazwa
W pierwszym okresie istnienia, w latach 70., zespół miał jeszcze frontmana, Stana Cunninghama, który śpiewając poruszał się po scenie w bardzo oryginalny sposób. Jego ruchy miał skomentować któryś z kolegów, mówiąc że wokalista w akcji wygląda jak modliszka.

## Zespół

### Aktualny skład
- Tino Troy (od początku) – gitara, chóry, główny wokal (tylko w latach 80.)
- Chris Troy (od początku) – gitara basowa, chóry, główny wokal (do 1991, później sporadycznie)
- Benjy Reid (od 2005) – perkusja
- Mike Freeland (od 2006) – główny wokal
- Andy Burgess (od 2007) – gitara

### Ważniejsi byli członkowie
- Steve Carroll (1980-1982) – gitara, chóry, główny wokal
- Dave Potts (1980-1983) – perkusja
- Dennis Stratton (1990-2005) – gitara, chóry, główny wokal (do 1991)
- Bruce Bisland (1990-2001) – perkusja
- Gary Barden (1994-1997) – główny wokal
- Tony O'Hora (1997-2001) – główny wokal

## Dyskografia

### Albumy studyjne
- 1981 Time Tells No Lies
- 1991 Predator In Disguise
- 1993 A Cry For The New World (wok. Colin Peel)
- 1993 Only the Children Cry (EP) (wok. Mark Thompson-Smith)*
- 1995 To The Power Of Ten
- 1998 Forever In Time
- 2000 Nowhere To Hide
- 2003 The Journey Goes On (wok. John Sloman, Doogie White)
- 2009 Sanctuary
- 2015 Legacy
- 2018 Gravity

### Single
- 1980 Soundhouse Tapes part 2 (na krążku widnieje data 1979, choć do obiegu trafił dopiero w roku następnym)
- 1980 Praying Mantis
- 1980 All Day and All of the Night
- 1981 Cheated
- 1982 Turn the Tables (wok. Bernie Shaw)
- 1991 This Time Girl (promo CD)*
- 2011 Metalmorphosis (30th Anniversary EP, ponownie nagrane stare nagrania)

### Albumy koncertowe
- 1990 Live at Last (wok. m.in. Paul Di’Anno)
- 1996 Captured Alive in Tokyo City (wersje CD, 2xCD* , VHS* , od 2003 DVD* ) (perk. Clive Burr)
- 1999 Metal Crusade '99

### Kompilacje
- 1999 Demorabilia (2xCD) (zbiór niewydanych utworów z lat 80.) (wok. m.in. Tom Jackson, Bernie Shaw)*
- 2004 The Best of Praying Mantis*
- 2011 Metalmorphosis (30th Anniversary Album, ponownie nagrane stare nagrania)*

*  – wydawnictwa wyłącznie japońskie